# محمية الريم
محمية الريم للمحيط الحيوي (بالإنجليزية: Al Reem Biosphere Reserve)‏، هي محمية طبيعية تقع في الشمال الغربي لدولة قطر. تمتد المحمية على صحراء شبه قاحلة بمساحة إجمالية تبلُغ 118,888 ها (459 ميل2)، وهي موطن لحيوانات الغزلان والمها العربية والعديد من الحيوانات البرية الأُخرى.

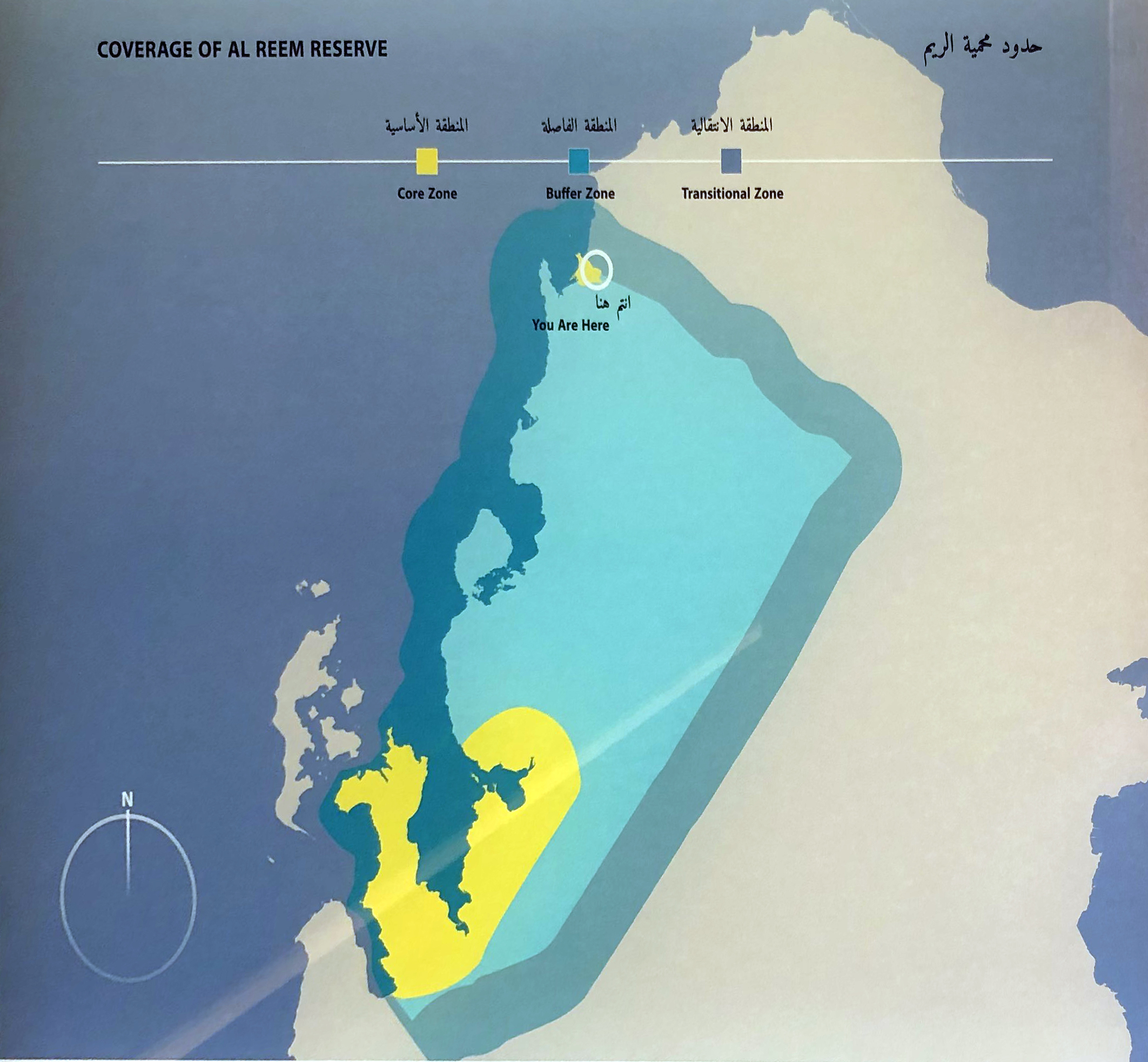
موقع محمية الريم للمحيط الحيوي على الخريطة.

افتُتحت المحمية سنة 2005، وأُدرجت في 2007 من قبل اليونسكو ضمن شبكة اليونسكو العالمية لمحميات المحيط الحيوي في الدول العربية في قائمة تضُم 24 محمية طبيعية أخرى.
تقع المحمية على بعد 80 كيلومترًا شمال غرب الدوحة، ويمكن الوصول إليها من خلال طريق دخان السريع، وكذلك عبر طريق الشمال السريع، وتمتد عبر ثلاث بلديات هي بلدية الشمال، وبلدية الخور والذخيرة، وبلدية الشحانية. تُمثل مساحة المحمية حوالي 10 بالمئة من إجمالي مساحة اليابسة في شبه الجزيرة القطرية.

## أنظر أيضا
- نباتات قطر
- الحيوانات في قطر

## مراحع
1. ↑   http://www.unesco.org/new/en/natural-sciences/environment/ecological-sciences/biosphere-reserves/arab-states/qatar/al-reem/. {{استشهاد ويب}}: |url= بحاجة لعنوان (مساعدة) والوسيط |title= غير موجود أو فارغ (من ويكي بيانات) (مساعدة)
2. ↑  "Challenges to conservation: land use change and local participation in the Al Reem Biosphere Reserve, West Qatar". National Institutes of Health. 2010. مؤرشف من الأصل في 2022-11-26. اطلع عليه بتاريخ 2015-10-03.
3. ↑  "Al-Reem". MAB Biosphere Reserves Directory, UNESCO. مؤرشف من الأصل في 2022-11-26. اطلع عليه بتاريخ 2015-10-03.
4. ↑  "واحدة من 30 محمية في 10 دول عربية10، % نسبة أراضي محمية الريم للمحيط الحيوي". lusailnews.net. مؤرشف من الأصل في 2023-01-22. اطلع عليه بتاريخ 2023-01-22.
5. ↑  "تدشين الموقع الإلكتروني لمحمية الريم للمحيط الحيوي". raya.com. مؤرشف من الأصل في 2023-01-22. اطلع عليه بتاريخ 2023-01-22.
6. ↑  "الريم نموذج لإدارة محميات المحيط الحيوي". al-watan.com. مؤرشف من الأصل في 2023-01-22. اطلع عليه بتاريخ 2023-01-22.